# تور (فیلم ۲۰۱۶)
 تور  (به هانگول: 그물؛ به انگلیسی: The Net) فیلمی به کارگردانی کیم کی-دوک محصول سال ۲۰۱۶ کشور کرهٔ جنوبی است.  این فیلم در بخش مسابقه سی و پنجمین جشنواره جهانی فیلم فجر حضور داشت. این جشنواره در اردیبهشت ۱۳۹۶ در تهران برگزار شد.

## داستان
موتور قایق یک ماهیگیر تصادفی خراب می‌شود و او را راهی کره‌جنوبی می‌کند. او در نهایت پس از تحمل بازجویی‌های خشن و دشوار به کره شمالی بازگردانده می‌شود. اما پیش از ترک کره‌جنوبی توسعه‌یافتگی کشور و جنبه‌های تاریک متضاد با این پیشرفت را مشاهده می‌کند. درمی‌یابد که توسعه اقتصادی برای مردم شادی را به ارمغان نمی‌آورد. هر چند که در بازگشت به خانه به شکل مشابهی مورد بازجویی قرار می‌گیرد، و از اینکه در ایدئولوژی میان دو کشور جدا از هم گرفتار شده‌است، بسیار اندوهگین می‌شود.

## جوایز
| سال  | جشنواره                         | بخش                    | نامزدی     | نتیجه    | منبع  |
| ---- | ------------------------------- | ---------------------- | ---------- | -------- | ----- |
| ۲۰۱۶ | جایزه فیلم اژدهای آبی کره جنوبی | بهترین بازیگر جدید مرد | لی وون-گان | نامزدشده | [ ۳ ] |
| ۲۰۱۷ | جشنواره فیلم ساخالین روسیه      | بهترین فیلم            | کیم کی دوک | نامزدشده |       |